# The Sims: Unleashed
The Sims: Unleashed este al cincilea pachet de expansiune pentru The Sims. Aceasta permite simșilor să aibă animale de companie (câini și pisici) dar și animale mici ca păsari, pești și reptile. A fost lansat pe 25 septembrie 2002. Spre deosebire de The Sims 2: Pets și The Sims 3: Pets, în Unleashed jucătorul nu își poate face propriul câine sau propria pisică în Create-A-sim (CAS), desi nu este valabilă crearea propriei rase, animalele se cumpara din Old Town, acesta fiind cartierul care îl adauga Unleashed. De asemenea adaugă gradinaritul, mersul în community lots (mall-uri) și altele.